# Takuya Akiyama
Takuya Akiyama (født 26. august 1994) er en japansk fodboldspiller, som spiller for den japanske fodboldklub Tokushima Vortis.